# قصور الطحال
قصور الطحال (بالإنجليزية: Hyposplenism)‏ فهو النقص في وظيفة الطحال، لكن بدرجة أقل من انعدام الطحال.